# Sanys bebryx
Sanys bebryx là một loài bướm đêm trong họ Erebidae.